# Nemejský lev

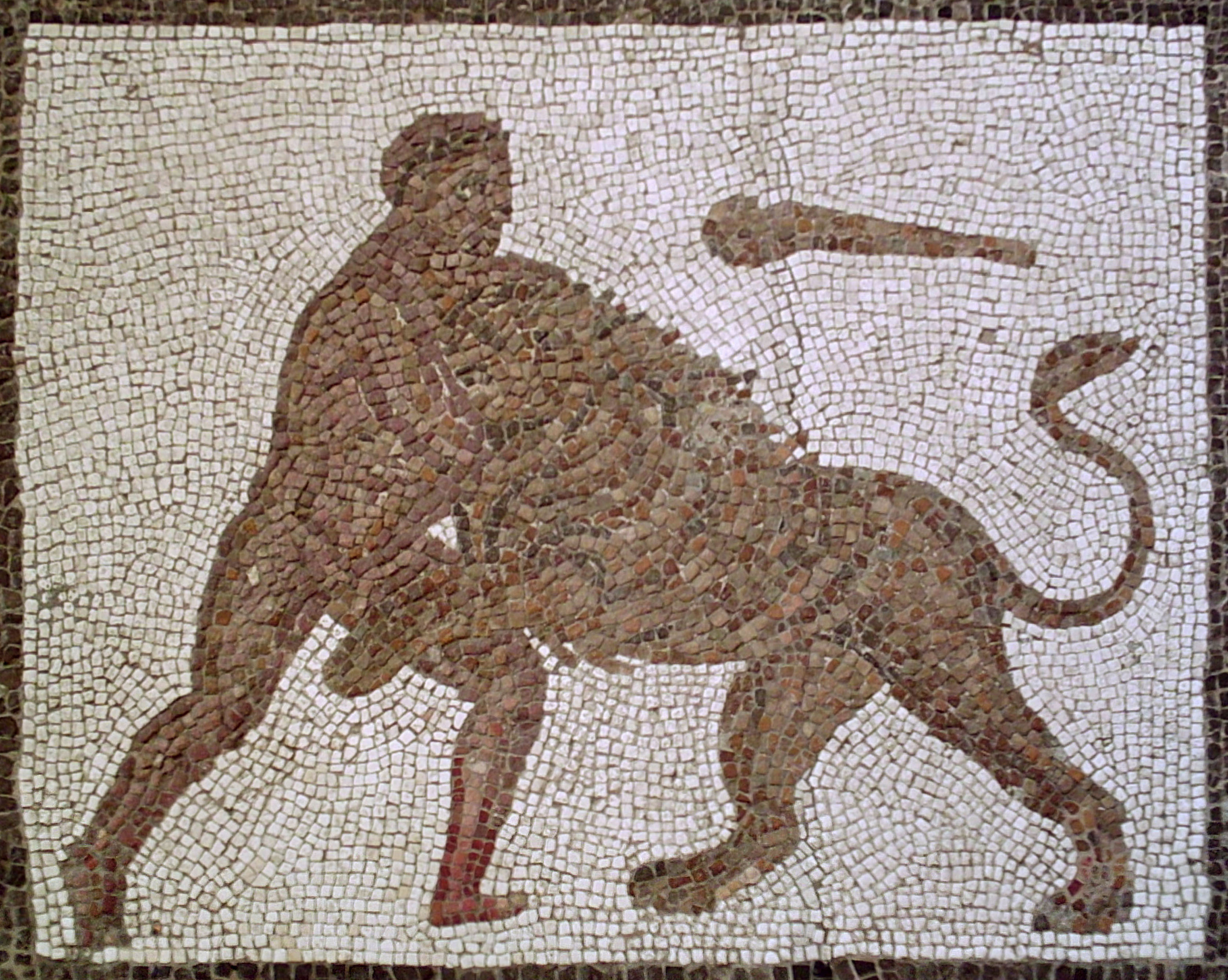
Héraklés zabíjí nemejského lva. Římská mozaika ze Španělska.

Nemejský lev (řec. Λέων της Νεμέας. Léōn tēs Neméas) byla nebezpečná a nezranitelná šelma v řecké mytologii. Zabít nemejského lva byl první ze dvanácti úkolů Héraklových.

## Mýtus
Lev žil v jeskyni v Nemeji v Argolidě, chytal mladé ženy a lákal na ně mladíky, kteří je chtěli vysvobodit. Když přišel hrdina Héraklés do služby k mykénskému králi Eurystheovi, měl splnit dvanáct úkolů, z nichž první byl zabít Nemejského lva. Heraklés se nejprve marně snažil lva zastřelit šípem, protože nevěděl, že jeho kůže je neprůstřelná. Potom si zjistil, že jeskyně má dva vchody, a jeden z nich zahradil. Lva v jeskyni pak omráčil kyjem a rukama zaškrtil. Marně se ale snažil lva stáhnout z kůže, dokud mu Athéna neporadila, aby to udělal tesákem samotného lva. Když se Heraklés vrátil do Mykén s kůží nemejského lva, král se zděsil, protože to považoval za nemožné, a varoval Herakla, že další úkoly budou ještě těžší. Kůži ze lva pak Heraklés nosil na těle jako brnění.